# 佐藤淳 (建築家・構造家)
佐藤 淳（SATO Jun/さとう じゅん、1970年（昭和45年）- ）は、日本の構造家（一級建築士・構造設計一級建築士）。東京大学大学院新領域創成科学研究科 准教授（工学博士）。佐藤淳構造設計事務所 顧問。日本建築学会(AIJ)委員・日本建築構造技術者協会(JSCA)委員。スタンフォード大学客員教授。

## 略歴
- 1970年 - 愛知県に生まれる。
- 幼少期から滋賀県で育つ。滋賀大学教育学部附属小学校から滋賀大学教育学部附属中学校卒業後、京都の洛星高等学校を卒業する。
- 1993年 - 東京大学工学部建築学科卒業
- 1995年 - 東京大学大学院工学系研究科修士課程修了
- 1995年～1999年 - 木村俊彦構造設計事務所
- 2000年 - 佐藤淳構造設計事務所設立
- 2006年- 慶應義塾大学非常勤講師、芝浦工業大学非常勤講師、横浜国立大学非常勤講師を歴任
- 2010年 - 東京大学特任准教授
- 2014年 - 東京大学大学院新領域創成科学研究科 准教授 今に至る
- 2016年 - スタンフォード大学客員教授 今に至る

## 来歴
- 構造設計の大家である構造家 木村俊彦の最後の弟子。木村には、入所時から大変かわいがられる。木村俊彦逝去に伴う事務所解散後の2000年に独立し、独立早々から人柄と技術力と斬新な創造性を買われ隈研吾や小嶋一浩や山本理顕などの有名建築家から多数声がかかり、次々と新しい表現に果敢に挑戦し、幅広い構造デザインと構造解析の実績と経験と情熱が溢れる若手構造家。国内にとどまらず海外では、若手建築家の藤本壮介や石上純也らとそれぞれ協働しヴェネチア・ビエンナーレ日本館やイギリスのSerpentine Pavilion 2019などの構造デザインの作品も手掛ける。
- また、2010年より東京大学での研究活動もスタートし、東京大学大学院佐藤淳研究室は企業との共同研究が多数あり社会実装・実践型の活動を展開するゼミとして学生から大人気の研究室で、入学志願は高倍率を誇る。海外の建築家や研究者からは東京発のjunsatoとして評価が高く、アメリカや西欧北欧の大学との研究活動やインスタレーションやワークショップのコラボレーションの実績が多い。また、建築家で東京大学大学院教授の岡部明子とエクアドルやアルゼンチンの支援活動なども行い国内外の災害復興支援にも力を入れており、佐藤淳研究室は1年を通じて多岐にわたる幅広い活動と研究を行う。
- 佐藤淳構造設計事務所は東京都港区東麻布にあり、多くの建築家と建築やオブジェの協働作品を多様に生み出している。大型の公共工事の設計監理から戸建て住宅まで幅広い用途と規模の建築を手掛け、構法や構種も様々な方面に対応する。2020年で創設20年を迎えるダイバーシテイが進むアトリエ構造設計事務所。

## 受賞歴
- 2004年 - ar+d賞1等（山下保博らと）
- 2009年 - 第4回日本構造デザイン賞
- 2013年 - 第13回ヴェネチア･ビエンナーレ国際建築展日本館 パヴィリオン賞（金獅子賞）
- 2019年 - 日本建築学会作品選奨に3つの作品で受賞。それぞれの建築家と協働。

## 主な構造設計作品
- ガラス+アクリル造の構造評定「iz house」、E-defenseでの実大振動実験「ソレイユプロジェクト」
- 芦北町地域資源活用総合交流促進施設構造設計（ワークステーション） / 第4回日本構造デザイン賞
- ツダ・ジュウイカ（小嶋一浩 / CAt）
- 伊達の援護寮（藤本壮介建築設計事務所）
- クリスタル・ブリック（山下保博 / アトリエ・天工人）
- 公立はこだて未来大学研究棟（山本理顕設計工場）
- ドラゴン・リリーさんの家（山本理顕設計工場）
- 葉山のコートハウス（クルマナオキ建築設計事務所）
- 豊田市自然観察の森ネイチャーセンター（遠藤克彦建築研究所）
- House YK（CAt：赤松佳珠子、寺本健一、山雄和真）
- T-House（住宅建築賞金賞受賞）
- とやまの家house in toyama（水野行偉建築設計事務所）
- セラミックベンチ（日高仁、SLOWMEDIA） / DANTO TILE DESIGN CONTEST入賞
- 予科練平和記念館（乃村工藝社＋吉村靖孝建築設計事務所）
- CROSS-VOID（山代悟＋西澤高男 / 有限会社ビルディングランドスケープ）
- 四角いふうせん / Balloon（東京都現代美術館展示、石上純也）
- 森の住居「moku」（見米清人、岸本達也、原田真宏、福屋粧子 / 慶應義塾大学大学院理工学研究科）
- 森の休憩所（岸本達也、原田真宏、福屋粧子、隈研吾、妹島和世（統括）、猿田暁生、中川精吾、後藤一真、塚本聡美、関口翔、杉山滝三 / 慶應義塾大学大学院）
- 下関市川棚温泉交流センター 川棚の社（隈研吾建築都市設計事務所）
- 芦北町 地域資源活用総合交流促進施設（高橋晶子+高橋寛 / ワークステーション）
- アルミリングの家III（アトリエ天工人）
- JRA馬事公苑ツリーハウス
- 陸前高田市立高田東中学校 (SALHAUS)
- 辰巳アパートメントハウス（伊藤博之建築設計事務所）
- 東松島市立宮野森小学校（シーラカンスK&H）
- サニーヒルズジャパン（隈研吾）
- 雲の上の図書館ゆすはら（隈研吾）
- スターバックスコーヒー大宰府天満宮表参道店（隈研吾）
- Serpentine Pavilion 2019（石上純也）
- ヴェネチア・ビエンナーレ 第11回国際建築展2010 日本館（石上純也・国際交流基金ジャパンファウンデーション）
- ヴェネチア・ビエンナーレ 第13回国際建築展2012（藤本壮介・国際交流基金ジャパンファウンデーション）
- 次世代モクバン（藤本壮介建築設計事務所）
- 「House N」（藤本壮介建築設計事務所）
- 武蔵野美術大学美術館・図書館（藤本壮介建築設計事務所）
- 新白島駅/広島アストラムラインとJRラインをつなぐ交通の駅（小嶋一浩＋赤松佳珠子／CAt シーラカンスアンドアソシエイツ）

## 主著
- 三角形の面が凸凹となってゆく多面体 (architectural design) 建築技術 (724)、P40-43、2010年5月号
- ディスカッション（特集 素材から考えるすまいのかたち - 素材から考えるすまいのかたち）腰原幹雄、陶器浩一 他と すまいろん (92)、P26-29、2009年
- 対談 世代を超えた構造デザイン 建築技術 (718)、P42-51、2009年11月号
- 構造計画 (architectural design) 建築技術 (714)、P32-35、2009年7月号
- 軽いII アーキニアリング・デザインを巡るキーワード（<特集>アーキニアリング・デザイン展を10倍楽しむ方法）建築雑誌 123 (1581) 、P34、2008年10月20日
- パネルディスカッション 建築文化を否定する改悪!もっと声を上げて、異議を（特集 「改悪」建築基準法の1年 - 建築ジャーナル4・1緊急シンポジウム 改正建築基準法はいりません!!）神田順、古川保 他と 建築ジャーナル (1138)、P45-50、2008年7月号
- 手計算による構造計算 設計初期段階での部材断面の概算（特集 力の流れと構造物のモデル化-構造デザインと数値解析）建築技術 (701)、P114-121、2008年6月号
- 座談会 構造設計の先を見通す眼 建築技術 2009年5月16日
- 対談 改正建築基準法はパンドラの箱（特集 構造設計者の生き残り術-アトリエも大手も構造設計事務所はどこもオーバーワーク）春原匡利と 建築ジャーナル (1131)、P34-39、2008年2月号
- 自分でつくれるソフトウェア (III) 投影教育の変化（<特集>投影のフロンティア）建築雑誌 122 (1565)、P26-27、2007年08月20日
- 平鋼を用いた格子状耐震壁の力学的特性に関する研究：耐力評価式の提案（耐震要素 (1)、構造III）藤田渉、松本由香、南部紘らと、学術講演梗概集。C-1、構造III、木質構造、鉄骨構造、鉄骨鉄筋コンクリート構造 2007年
- 平鋼を用いた格子状耐震壁の力学的特性に関する研究：実験・解析手法及び結果（耐震要素 (1)、構造III）藤田渉、松本由香、南部紘らと、学術講演梗概集。C-1、構造III、木質構造、鉄骨構造、鉄骨鉄筋コンクリート構造 2007年
- 意匠設計に役立つ構造レビュー 住宅編（最終回）住宅の構造デザインの今後の展開（座談会）改正建基法の不自由は打開可能か 日経アーキテクチュア (863)、P34-43、2007年12月10日
- 20XXの建築原理へ 青山病院跡地に突如湧き上がる、都心再開発プロジェクト・ドキュメント 建築家たちが描く、風景の未来（建築のちから2）伊東豊雄、藤本壮介、平田晃久らと共著 INAX出版 2009年